# Basketligan 2000/2001
Basketligan 2000/2001 startade den 6 oktober år 2000 och var säsongen då 08 Stockholm Human Rights vann sitt första SM-guld i basket för herrar efter sammanslagningen inför säsongen 1996/1997. 

## Regelnyheter inför säsongen

### 24-sekundersregeln
- Efter att ha erövrat bollen har laget 24 sekunder på sig att skjuta. Har man inte gjort det får motståndaren bollen. Tidigare hade man 30 sekunder på sig.

### Åttasekundersregeln
- Ett lag har åtta sekunder på sig att få bollen från sin egen planhalva till motståndarens. Tidigare hade man tio. Meningen var att få fler lag kommer att satsa på helplanspressar.

### Fyra ”kvartar
- Från denna säsong delade man upp matcherna i fyra "kvartar", som alla är tio minuter långa. Mellan period ett och två och tre och fyra infördes två minuters paus Vilan i halvtid är en kvart.

### Timeout
- Varje lag fick en timeout per period, i den fjärde perioden fick varje lag två timeouts.

### Coacher
- Bara lagets coacher fick stå upp på bänken under matcherna, men bara en åt gången och bara inom lagbänksområdet.

## Grundserie
| Plats | Lag                       | Spelade | Vinster | Förluster | Poäng     | +/-  | Poäng |
| ----- | ------------------------- | ------- | ------- | --------- | --------- | ---- | ----- |
| 1     | Plannja Basket            | 16      | 13      | 3         | 1494-1333 | +161 | 26    |
| 2     | Sundsvall Dragons         | 16      | 13      | 3         | 1551-1394 | +157 | 26    |
| 3     | Norrköping Dolphins       | 16      | 11      | 5         | 1528-1437 | +91  | 22    |
| 4     | Södertälje Kings          | 16      | 11      | 5         | 1455-1288 | +167 | 22    |
| 5     | 08 Stockholm Human Rights | 16      | 8       | 8         | 1473-1414 | +59  | 16    |
| 6     | M7 Basket                 | 16      | 8       | 8         | 1374-1339 | +35  | 16    |
| 7     | Sallén Basket             | 16      | 3       | 13        | 1316-1493 | -177 | 6     |
| 8     | Solna Vikings             | 16      | 3       | 13        | 1355-1547 | -192 | 6     |
| 9     | Jämtland Basket           | 16      | 2       | 14        | 1310-1611 | -301 | 4     |

### A1
| Plats | Lag                       | Spelade | Vinster | Förluster | Poäng     | +/-  | Poäng |
| ----- | ------------------------- | ------- | ------- | --------- | --------- | ---- | ----- |
| 1     | Plannja Basket            | 24      | 19      | 5         | 2282-2060 | +222 | 38    |
| 2     | Norrköping Dolphins       | 24      | 16      | 8         | 2305-2228 | +77  | 32    |
| 3     | Sundsvall Dragons         | 24      | 15      | 9         | 2247-2089 | +158 | 30    |
| 4     | 08 Stockholm Human Rights | 24      | 13      | 11        | 2266-2190 | +76  | 26    |
| 5     | Södertälje Kings          | 24      | 13      | 11        | 2128-2031 | +97  | 26    |

### A2
| Plats | Lag             | Spelade | Vinster | Förluster | Poäng     | +/-  | Poäng |
| ----- | --------------- | ------- | ------- | --------- | --------- | ---- | ----- |
| 1     | M7 Basket       | 22      | 12      | 10        | 1892-1809 | +83  | 24    |
| 2     | Jämtland Basket | 22      | 7       | 15        | 1823-2107 | -284 | 14    |
| 3     | Sallén Basket   | 22      | 5       | 17        | 1807-2024 | -217 | 10    |
| 4     | Solna Vikings   | 22      | 4       | 18        | 1873-2090 | -217 | 8     |

## Slutspel

### Kvartsfinaler
| Datum                                                | Match                     | Resultat |
| ---------------------------------------------------- | ------------------------- | -------- |
| Norrköping Dolphins - Jämtland Basket (3 - 2)        |                           |          |
| 21 mars 2001                                         | Norrköping - Jämtland     | 106 - 76 |
| 25 mars 2001                                         | Jämtland - Norrköping     | 80 - 78  |
| 28 mars 2001                                         | Norrköping - Jämtland     | 104 - 63 |
| 30 mars 2001                                         | Jämtland - Norrköping     | 105 - 99 |
| 1 april 2001                                         | Norrköping - Jämtland     | 105 - 88 |
| Plannja Basket - Sallén Basket (3 - 0)               |                           |          |
| 23 mars 2001                                         | Plannja - Sallén          | 91 - 71  |
| 26 mars 2001                                         | Sallén - Plannja          | 82 - 114 |
| 28 mars 2001                                         | Plannja - Sallén          | 93 - 78  |
| Sundsvall Dragons - M7 Basket (3 - 0)                |                           |          |
| 23 mars 2001                                         | Sundsvall - M7            | 81 - 74  |
| 25 mars 2001                                         | M7 - Sundsvall            | 79 - 97  |
| 27 mars 2001                                         | Sundsvall - M7            | 85 - 80  |
| 08 Stockholm Human Rights - Södertälje Kings (3 - 2) |                           |          |
| 23 mars 2001                                         | 08 Stockholm - Södertälje | 101 - 83 |
| 25 mars 2001                                         | Södertälje - 08 Stockholm | 94 - 85  |
| 28 mars 2001                                         | 08 Stockholm - Södertälje | 85 - 75  |
| 30 mars 2001                                         | Södertälje - 08 Stockholm | 84 - 81  |
| 1 april 2001                                         | 08 Stockholm - Södertälje | 85 - 83  |

### Semifinaler
| Datum                                              | Match                  | Resultat  |
| -------------------------------------------------- | ---------------------- | --------- |
| Plannja Basket - 08 Stockholm Human Rights (1 - 3) |                        |           |
| 4 april 2001                                       | Plannja - 08 Stockholm | 95 - 93   |
| 9 april 2001                                       | 08 Stockholm - Plannja | 84 - 63   |
| 11 april 2001                                      | Plannja - 08 Stockholm | 77 - 89   |
| 16 april 2001                                      | 08 Stockholm - Plannja | 102 - 91  |
| Norrköping Dolphins - Sundsvall Dragons (3 - 1)    |                        |           |
| 4 april 2001                                       | Norrköping - Sundsvall | 96 - 94   |
| 9 april 2001                                       | Sundsvall - Norrköping | 96 - 94   |
| 12 april 2001                                      | Norrköping - Sundsvall | 111 - 101 |
| 15 april 2001                                      | Sundsvall - Norrköping | 79 - 81   |

### Final
| Datum                                                   | Match                     | Resultat |
| ------------------------------------------------------- | ------------------------- | -------- |
| Norrköping Dolphins - 08 Stockholm Human Rights (0 - 3) |                           |          |
| 22 april 2001                                           | Norrköping - 08 Stockholm | 77 - 93  |
| 25 april 2001                                           | 08 Stockholm - Norrköping | 110 - 99 |
| 29 april 2001                                           | Norrköping - 08 Stockholm | 87 - 90  |

## Svenska mästarna
Mall:08 Alvik Stockholm 2000/2001